# Igor Czubajs
Igor Czubajs (ros. Игорь Борисович Чубайс, ur. 26 kwietnia 1947) – rosyjski filozof, dyrektor moskiewskiego Centrum Badań nad Rosją. W czasach ZSRR działał w ruchu demokratycznym, jest bratem wicepremiera z czasów Jelcyna – Anatolija Czubajsa.